# 下埠集乡
下埠集乡，是中华人民共和国江西省南昌市进贤县下辖的一个乡镇级行政单位。

## 行政区划
下埠集乡下辖以下地区：
下埠村、前东村、杨家村、花园村、鹅窠村、柯溪村、赤路岗村、龙坊村、和塘村、港东村、双溪村和良溪村。